# Pile Up
Pile Up is het eerste verzamelalbum van de Amerikaanse queercore-band Pansy Division dat op 16 februari 1995 net zoals voorgaande albums werd uitgegeven door het label Lookout! Records. Het album bevat verscheidene singles, B-zijdes, covers en nummers die oorspronkelijk op compilatiealbums verschenen waren. Alle nummers zijn opgenomen tussen 1992 en 1995.

## Nummers
1. "I Can't Sleep" - 1:31
2. "Ring of Joy" - 3:04
3. "Fuck Buddy" - 2:28
4. "Cowboys are Frequently, Secretly Fond of Each Other" - 3:29
5. "Flower" - 1:44
6. "Cry for a Shadow" - 2:36
7. "Real Men" - 1:30
8. "Bill & Ted's Homosexual Adventure" - 3:05
9. "Jack U Off" - 2:32
10. "Strip U Down" - 3:19
11. "Jackson" - 2:49
12. "Big Bottom" - 2:04
13. "Touch My Joe Camel" - 2:53
14. "The Biggest Lie" - 1:42
15. "Denny (Naked)" - 2:31
16. "Femme Fatale" - 2:20
17. "Trash" - 2:07
18. "Homo Christmas" - 2:30
19. "C.S.F." - 1:07
20. "Smells Like Queer Spirit" - 4:17

## Muzikanten
Pansy Division
- Jon Ginoli - zang, gitaar
- Chris Freeman - zang, basgitaar, gitaar op tracks 12 en 14

Aanvullende muzikanten
- Calvin Johnson - zang op track 11
- Chris Bowe - basgitaar op track 16
- Liam Hart - drums op tracks 1, 2, 5, 7 en 9-11
- Patrick Hawley - drums op tracks 8, 12, 16-18 en 20
- David Ayer - drums op tracks 3, 4, 6 en 14
- David Ward - drums op tracks 13 en 19